# 욕지도서관
욕지도서관은 경상남도 통영시 욕지면 소재의 시립 도서관이다.

## 연혁
- 2000.05.30 욕지농어촌공공도서관 및 문화의 집 착공
- 2001.04.20 욕지농어촌공공도서관 및 문화의 집 준공
- 2001.05.16 욕지농어촌공공도서관 및 문화의 집 개관

## 시설현황
- 2층: A/V실, 조정실, 회의실, 황토유물전시실, 다목적홀
- 1층: 사무실, 아동·유아자료실, 휴게실, 컴퓨터실, 종합자료실

## 이용 안내
이용 시간
- 월~토 09:00 ~ 18:00

휴관일
- 매주 월요일 및 국가공휴일